# Минамиисе
Минамиисе (яп. 南伊勢町 Минамиисэ-тё:) — посёлок в Японии, находящийся в уезде Ватарай префектуры Миэ. Площадь посёлка составляет 242,98 км², население — 13 159 человек (1 июня 2014), плотность населения — 54,16 чел./км².

## Географическое положение
Посёлок расположен на острове Хонсю в префектуре Миэ региона Кинки. С ним граничат города Исе, Сима и посёлки Ватарай, Тайки.

## Население
Население посёлка составляет 13 159 человек (1 июня 2014), а плотность — 54,16 чел./км². Изменение численности населения с 1980 по 2005 годы:
| 1980 | 23 883 чел. |  |
| 1985 | 22 439 чел. |  |
| 1990 | 20 933 чел. |  |
| 1995 | 19 673 чел. |  |
| 2000 | 18 235 чел. |  |
| 2005 | 16 687 чел. |  |